# 马尔科·米尔特考
马尔科·米尔特考（德語：Marco Miltkau，1990年8月18日—），德国男子曲棍球运动员，2016年男子曲棍球冠军杯铜牌得主、2018年世界杯男子室内曲棍球赛银牌得主、2023年世界盃男子曲棍球賽金牌得主、2024年夏季奥林匹克运动会男子银牌得主。